# (35822) 1999 JD52
1999 JD52 (asteroide 35822) é um asteroide da cintura principal. Possui uma excentricidade de 0.15583790 e uma inclinação de 1.94029º.
Este asteroide foi descoberto no dia 10 de maio de 1999 por LINEAR em Socorro.